# Nii Welbeck
Nii Aryee Welbeck  (3 de outubro de 1976) é um ex-futebolista profissional ganês que atuava como defensor.

## Carreira
Nii Welbeck representou a Seleção Ganesa de Futebol nas Olimpíadas de 1996.